# Der tapfere Schulschwänzer
Der tapfere Schulschwänzer è un film per bambini del 1967, diretto da Winfried Junge.
Il regista Winfried Junge rivela la sua formazione di documentarista offrendo belle immagini sulla città di Berlino, vista attraverso gli occhi del piccolo protagonista, l'attore bambino tedesco André Kallenbach.

## Trama
In una bella giornata di sole, come sempre, Thomas della classe 4a deve prendere un treno sulla metropolitana di Berlino per raggiungere la scuola. Ma il giorno è troppo bello da passare a scuola. Così decide di andare un po' oltre con la metropolitana e passeggiare per Berlino. Scopre un incendio e avverte i vigili del fuoco. Così diventa il salvatore di due bambini piccoli che erano nell'appartamento.
Quando i vigili del fuoco vogliono prendere il suo nome, scappa via. Il giornale riporta il giorno dopo un rapporto sull'eroico atto del ragazzo sconosciuto e anche nella classe di Thomas si parla del fatto con l'insegnante. Thomas, tuttavia, non può rivelare di essere lo sconosciuto eroe perché ha mentito all'insegnante, dicendole di non essere potuto venire a scuola il giorno prima a causa di un mal di denti.
Alla fine, i vigili del fuoco riescono a rintracciarlo con i due bambini soccorsi. Vogliono ringraziarlo per la sua azione e Thomas allora ammette di aver saltato la scuola e persino mentito all'insegnante.

## Produzione
Il film fu prodotto nella Germania Est da Deutsche Film AG (DEFA).

## Distribuzione
Il film fu presentato per la prima volta il 17 dicembre 1967 al Berlin Film Theatre di Kosmos e quindi distribuito nelle sale cinematografiche della Germania Est da VEB Progress Film-Vertrieb. Fu trasmesso per la prima volta alla televisione nella RDT il 12 dicembre 1973, alla vigilia del Pioniergeburtstages.